# جناح اصلاح‌طلبان
جناح اصلاح‌طلبان ، یکی از دو جناح اصلی سیاسی در ایران است که از دل بخشی از جناح چپ جمهوری اسلامی ، بعد از تجدیدنظر سران این جناح در تفکرات چپ اسلامی متولد شد و با رویکرد های جدید نزدیک به لیبرالیسم و اقتصاد آزاد به حیات سیاسی خود ادامه داد. بعد از انتخابات دوم خرداد ۱۳۷۶ و با تشکیل دولت محمد خاتمی این جریان در عرصه قدرت سیاسی در ایران آغاز به کار کرد و در ادامه به دلیل فاصله گرفتن از رویکرد چپ، با بخشی از جریان راست که به راست مدرن مشهور شد، متحد شد.  برخی از سران جناح چپ سابق، از جمله میرحسین موسوی تلاش داشتند تا رویکرد چپ سنتی که اصلاح طلبان برخواسته از آن بودند را در این جناح سیاسی احیا کنند و با این گفتمان دوباره به قدرت برسند اما با واکنش منفی و ابراز نگرانی برخی اصلاح طلبان نسبت به احیا رویکرد اقتصادی چپ در ایران رو به رو شدند.

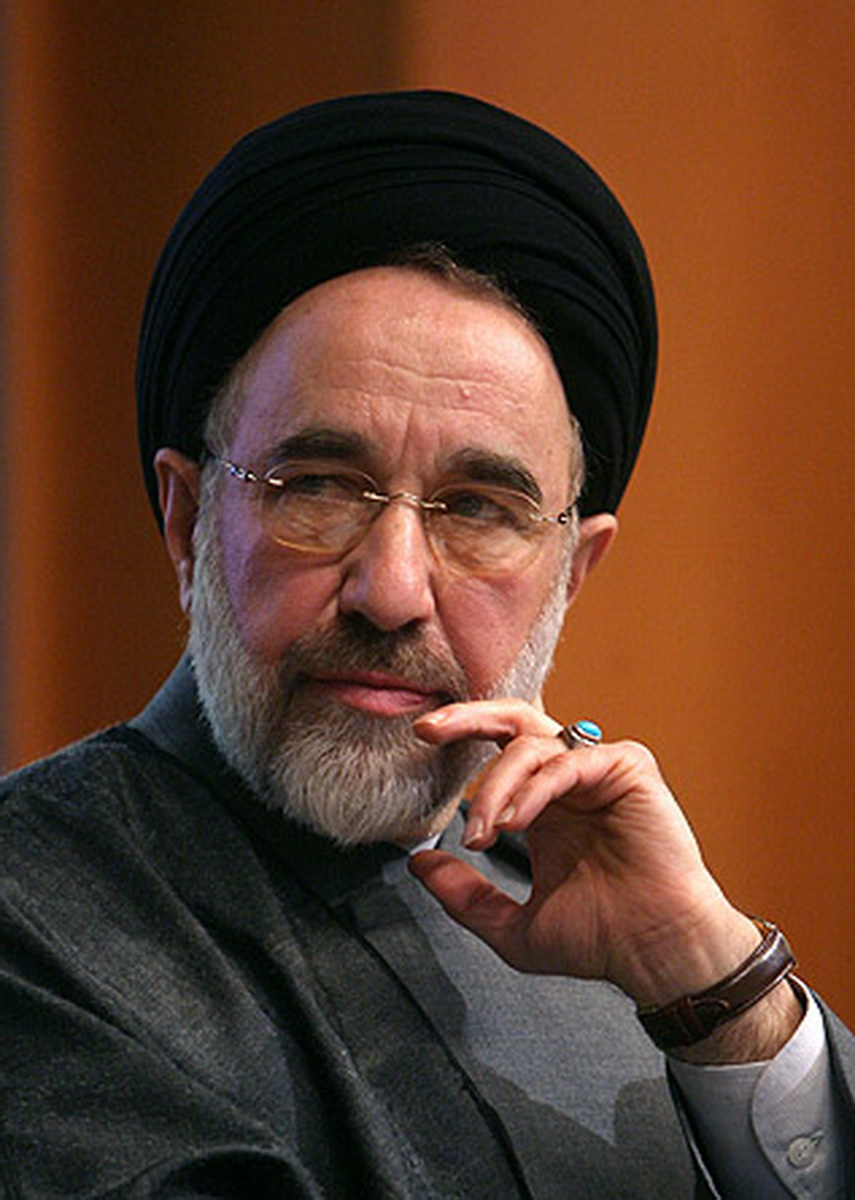
سید محمد خاتمی

با پیروزی در انتخابات هفتمین دورهٔ ریاست جمهوری سال ۱۳۷۶ و ریاست‌جمهوری سید محمد خاتمی با بیش از ۲۰ میلیون رأی، که سید محمد خاتمی به ریاست جمهوری رسید و آن انتخابات از جانب اصلاح‌طلبان حماسه دوم خرداد نامیده شد که اصلاح‌طلبان توانستند دوباره بعد از دهه ۶۰ وارد عرصهٔ حاکمیت شوند و پس از آن، اکثریت مجلس ششم و نخستین شورای شهر تهران را نیز به دست آوردند. این جریان به دلیل پیروزی در انتخابات دوم خرداد در سال‌های اولیه این دولت به جبههٔ دوم خرداد مشهور بود و در این دوره به مدت ۸ سال کنترل دولت و همچنین ۴ سال، اکثریت نمایندگان مجلس ششم را در اختیار داشت.
افول قدرت اصلاح‌طلبان و قدرت گرفتن اصول‌گرایان از انتخابات دومین دورهٔ شوراهای شهر و روستا آغاز شد و سپس در انتخابات مجلس هفتم در نهایت با پیروزی محمود احمدی‌نژاد در انتخابات نهمین دورهٔ ریاست جمهوری در سال ۱۳۸۴ به اوج رسید.
انتخابات یازدهمین دورهٔ ریاست جمهوری سال ۱۳۹۲ و پیروزی حسن روحانی اعتدال‌گرا که نامزد مورد حمایت اصلاح‌طلبان نیز بود، اصلاح‌طلبان راستگرا را به قدرت بازگرداند اما نیروهای اصلاح طلب چپ‌گرا همچنان در حاشیه ماندند.
چهاردهمین انتخابات ریاست جمهوری ایران ۱۴۰۳ و با پیروزی مسعود پزشکیان اصلاح‌طلب، تصور می‌شد که اصلاح‌طلبان چپ‌گرا بعد از ۱۹ سال دوباره به قدرت بازگشته‌اند و این انتخابات از طرف اصلاح‌طلبان حماسه ۱۵ تیر نامیده شد. اما از آنجایی که اکثریت اعضای کابینه مسعود پزشکیان، به ویژه در پست های کلیدی مانند وزارت اقتصاد، به جناح راست جبهه اصلاحات و حزب کارگزاران تعلق داشتند، مشخص شد که تصور بازگشت اصلاح‌طلبان چپگرا به قدرت تا حد زیادی غلط بوده است. با این حال در میان وزرای وی، احمد میدری، به دلیل اشاراتش به سوسیال دموکراسی و لزوم اصلاح نظام سرمایه‌داری، به عنوان تنها اصلاح طلب چپگرا در کابینه مسعود پزشکیان شناخته می‌شود.
طبق اذعان کارشناسان سیاسی و آمار انتخابات‌های مجلس و ریاست‌جمهوری پس از سال ۱۳۹۶ اصلاح‌طلبان مقبولیت و جایگاه اجتماعی خود را تا حد زیادی بین مردم از دست دادند، ناکارآمدی دولت دوم حسن روحانی، اعتراضات دی ۱۳۹۶ و شعار اصلاح‌طلب، اصول‌گرا دیگه تمومه ماجرا نقش زیادی در گذر بخش عظیمی از طرفداران این جناح از اصلاح‌طلبان داشته است.

## ائتلاف اصلاح طلبان ایران ۱۳۸۶
ائتلاف اصلاح‌طلبان ایران به بخشی از کارزار احزاب و گروه‌های وابسته به نظام سیاسی ایران برای انتخابات دورهٔ هشتم مجلس گفته می‌شود که در پایان زمستان سال ۱۳۸۶ برگزار شد این ائتلاف از ۲۱ حزب و گروه تشکیل یافته بود و هدف اصلی آن بنا به گفتهٔ سخنگویانش، بازسازی اقتدار مجلس و مهار افراطی‌گری دولت بود.

## انتخابات ریاست جمهوری دهم
در انتخابات ریاست جمهوری دهم در ۲۲ خرداد ۱۳۸۸ از میان کاندیداهای اصلاح‌طلب تنها دوتن به نام‌های میرحسین موسوی و مهدی کروبی به رقابت با دو نامزد دیگر پرداختند. در این انتخابات - که محمود احمدی‌نژاد پیروز گردید - باعث اعتراض شدید کاندیداهای اصلاح‌طلب و اصلاح‌طلبان دیگر، از جمله، خاتمی قرار گرفت و اعتراضات مردمی را در پی داشت؛ همچنین میرحسین موسوی نیز گفت تا تشکیلاتی با نام راه سبز امید تأسیس خواهد کرد و او و محمد خاتمی و مهدی کروبی در شورای مرکزی آن خواهند بود و هدف از آن، ایجاد مردم‌سالاری، آزادی، پیشرفت و جمهوری اسلامی واقعی بر اساس آرمان‌های سید روح‌الله خمینی بنیان‌گذار جمهوری اسلامی ایران است.

### فعالان اصلاحات بعد از انتخابات
بیشتر فعالان اصلاح‌طلب بعد از انتخابات، یا دستگیر شدند یا مجبور شدند که ایران را ترک کنند و عده‌ای از اصولگرایان پیاپی درخواست دستگیری یا محاکمه سران دستگیر نشده اصلاح‌طلب را داشتند.
نماینده مجلس: ۱۰۰ چهره اصلاح‌طلب پس از انتخابات ۸۸ محاکمه شدند

## انتخابات ریاست جمهوری یازدهم
در جریان یازدهمین دوره انتخابات ریاست جمهوری ایران، حسن روحانی، تنها کاندیدای مورد حمایت اصلاح طلبان توانست با کسب ۵۰٫۷۱ درصد آرا پست ریاست جمهوری ایران را احراز کند. حسن روحانی پس از پیروزی در انتخابات و در اولین پیام خود به عنوان رئیس‌جمهور منتخب ملت صراحتاً از علی اکبر هاشمی رفسنجانی و سید محمد خاتمی تشکر کرد و اظهار داشت از همه نیروهای اصلاح‌طلب نخبه و اصول‌گرای معتدل استفاده خواهد کرد.
در انتخابات ریاست جمهوری دوازدهم نیز جناح اصلاح طلبان مجدداً از حسن روحانی حمایت کردند.

## انتخابات مجلس دهم و خبرگان پنجم
ائتلاف اصلاح طلبان ایران به نام ائتلاف فراگیر اصلاح‌طلبان: گام دوم برای شرکت در انتخابات دهمین دورهٔ مجلس شورای اسلامی و انتخابات پنجمین دورهٔ مجلس خبرگان رهبری شکل گرفت. در نهایت این ائتلاف با چهار چهره سرشناس یعنی سید محمد خاتمی، محمد رضا عارف، حسن روحانی و اکبر هاشمی رفسنجانی تشکیل شد و فهرستی با نام لیست امید برای انتخابات توسط شورای عالی سیاستگذاری انتخاباتی اصلاح‌طلبان ارائه شد که در تهران به پیروزی قاطع رسید و در استان‌ها نیز در مرحله اول و دوم ۱۳۰ کرسی مجلس را به دست آوردند.

## انتخابات مجلس یازدهم
براساس تصمیم پانزدهم بهمن ماه شورای عالی سیاست گذاری جبهه اصلاح طلبان، احزاب می‌توانستند از حق قانونی خود برای رقابت حداقلی در انتخابات دوم اسفندماه مجلس یازدهم استفاده کنند. به همین دلیل، شورای عالی اصلاح طلبان با بیان اینکه این جبهه در تهران لیستی ارائه نمی‌دهد، از احزاب و شوراهای اصلاح‌طلبان استان‌ها خواست متناسب با واقعیات صحنه رقابت، راساً و به شکل اقتضایی نسبت به معرفی نامزدها و کمک به حضور پررنگ مردم، نهایت سعی و تلاش خود را مبذول دارند.
با آغاز ثبت‌نام انتخابات مجلس شورای اسلامی، محمدرضا عارف که سرلیست اصلاح‌طلبان برای انتخابات ۹۴ بود و ریاست شورای سیاست‌گذاری را برعهده داشت از ثبت‌نام خودداری کرد و برخلاف دوره قبل، اصلاح‌طلبان کم‌فروغ ظاهر شدند و روز آخر ثبت‌نام، مجید انصاری وارد عرصه شد تا خلأ نبود سرلیست را برای آنها پر کند.
پس از اینکه شورای عالی سیاست گذاری اصلاح طلبان اعلام کرد برای انتخابات ۲ اسفند مجلس شورای اسلامی لیستی را ارائه نخواهد کرد برخی از احزاب و گروه‌های سیاسی اصلاح طلب به صورت جداگانه یا با ائتلاف چند حزب اصلاح طلب مباردت به ارائه لیست انتخاباتی کردند که از این جمله لیست‌ها می‌توان به ائتلاف برای ایران، یاران هاشمی اشاره کرد.
در این چارچوب هشت حزب اصلاح‌طلب شامل:
- حزب مردم سالاری
- حزب اسلامی کار
- مجمع فرهنگیان ایران اسلامی
- خانه کارگر
- انجمن اسلامی معلمان
- حزب همبستگی دانش آموختگان ایران
- حزب وحدت و همکاری
- حزب آزادی

با ارائه لیستی مشترک برای پایتخت با نام ائتلاف برای ایران وارد رقابت‌های انتخاباتی دوره یازدهم مجلس شورای اسلامی شدند؛ انتخاباتی که با حضور ۱۴۵۳ نامزد در تهران، ری، شمیرانات، اسلام‌شهر و پردیس برای کسب ۳۰ کرسی مجلس برگزار می‌شود. در نهایت اصلاح‌طلبان، موفق به کسب بیست کرسی در مجلس یازدهم شدند. اصلاح‌طلبان تهران موفق به کسب کرسی نشدند.

## انتخابات ریاست جمهوری ۱۴۰۳
مسعود پزشکیان در ۲۰ خرداد ۱۴۰۳ از سوی شورای نگهبان جهت ورود به چهاردهمین انتخابات ریاست‌جمهوری تأیید صلاحیت شد. او به‌دنبالِ بهبود روابط با غرب بر سر برنامه هسته‌ای ایران به‌منظور کاهش تحریم‌های آمریکا بوده و موضع ملایم‌تری در قبال الزام زنان به حفظ حجاب داشته است. یکی از رویکردهای او جلب نظر رای‌دهندگان سرخورده، به‌ویژه نسل‌های جوان بود. او در تبلیغات انتخاباتی، خود را غیرحزبی معرفی کرد که با همه جریان‌های سیاسی اصلاح‌طلب و اصول‌گرا کار می‌کند.
پس از اعلام نام نامزدهای نهایی، جبهه اصلاحات او را به‌عنوان نامزد خود اعلام کرد. سید محمد خاتمی و حسن روحانی، رئیس‌جمهورهای سابق، هم از او حمایت کردند. علی عبدالعلی‌زاده به‌عنوان رئیس ستاد انتخاباتی پزشکیان انتخاب شد. محمدجواد ظریف و محمدجواد آذری جهرمی نیز نقش پررنگی در کارزار انتخاباتی او داشتند. در طول دوران انتخاباتی، برخی از نامزدهای اصول‌گرای رقیب مدعی بودند که دولت پزشکیان، دولت سوم روحانی خواهد بود، اما پزشکیان این موضوع را رد کرد.
پزشکیان در دور نخست انتخابات بیش از ۱۰٬۴۱۵ میلیون رای کسب کرد اما به‌دلیل اینکه نتوانست ۵۰٪ آرا را به خود اختصاص دهد، او و سعید جلیلی به دور دوم انتخابات رفتند. پزشکیان در دور دوم با کسب بیش از ۱۶ میلیون رأی (۵۴٪ آرا) به‌عنوان نهمین رئیس‌جمهور ایران انتخاب شد.

## بحران داخلی ایران ۱۴۰۴
در پی جنگ اخیر با اسرائیل، خواسته‌ها برای اصلاحات اقتصادی و سیاسی در ایران شدت گرفته‌است. این فشار اصلاح‌طلبان، در اصل بحرانی عمیق در ایران پدید آورده ‌است؛ بحرانی که با ناامیدی عمومی، سال‌ها تحریم، سوء مدیریت و انزوا همراه بوده و اقتصاد را دچار تنش کرده‌است و این در حالی است که  فساد گسترده و نبود پاسخگویی از طرف مقامات مسئول، اعتماد عمومی به نظام را فرسوده‌است. اصلاح‌طلبان این لحظه را سرنوشت‌ساز می‌دانند: یا جمهوری اسلامی در حوزه‌های سیاسی و اقتصادی گشایش ایجاد می‌کند، یا با بی‌ثباتی بیشتر و احتمالاً فروپاشی مواجه خواهد شد. جنگ اخیر با اسرائیل، آسیب‌پذیری امنیتی ایران، بهمراه انزوای دیپلماتیکی آن را آشکارتر کرد. میرحسین موسوی، رهبر جنبش سبز در سال ۲۰۰۹، در تاریخ ۱۱ ژوئیه ۲۰۲۵، بار دیگر خواستار برگزاری همه‌پرسی برای تشکیل مجلس مؤسسان قانون اساسی شد و آن را تنها راه «نجات» ایران خواند. او تأکید کرد که این جنگ، ناشی از خطاهای سیاسی جدی بوده و وحدت ظاهری مردم، نباید با تأیید رژیم موجود اشتباه گرفته شود.
حسن روحانی، رئیس‌جمهور پیشین، نیز بحران کنونی را و از جمله آتش‌بس ۲۴ ژوئن را، فرصتی منحصر به‌فرد برای «بازسازی بنیان‌های حکمرانی» توصیف کرد. او تأکید کرد که امنیت ملی ایران، نه تنها به بازدارندگی نظامی، بلکه به «اقتصادی مقاوم، دیپلماسی خردمندانه و اعتماد متقابل میان دولت و ملت» نیاز دارد. درحدود ۲۰۰ نفر اقتصاددان و مقامهای بالای پیشین در ایران، خواستار «تغییر مدل حکمرانی» شده و بر لزوم مذاکره با ایالات متحده و اروپا، بازسازی مالی و اقدامات ضد فساد قوی‌تر تأکید کرده‌اند. چهره‌هایی چون میرحسین موسوی (که همچنان در حصر خانگی است) فراتر رفته و خواستار همه‌پرسی ملی، برای تشکیل مجلس قانون‌اساسی و آغاز انتقال سیاسی شده‌اند.
با این حال، ساختار قدرت محافظه‌کار، به‌ویژه سپاه پاسداران انقلاب اسلامی، هیچ نشانه‌ای از عقب‌نشینی نشان نداده و چهره‌های اصلاح‌طلب، همچنان با سرکوبی مواجه هستند که از جمله آنها میتوان صدور احکام طولانی‌مدت زندان برای مخالفان سیاسی را ذکر کرد. فعالان و معترضان رژیم در ایران می‌گویند که در طول جنگ، صدر حاکمه در ایران، ساکت، نگران و گیج باقی مانده‌ است و خشم خود را، هم نسبت به ایران و هم نسبت به اسرائیل، یکجا ابراز کرده‌ است. یورونیوز از قول یکی از شهروندان  ایران گزارش داد: «بعد از تمام شدن حملات، صدای خود را بلند خواهیم کرد، چون این رژیم مسئول آغاز این جنگ است».

## انتقادها

### خیزش ۱۴۰۱ ایران
در جریان خیزش ۱۴۰۱ ایران بیشتر اصلاح‌طلبان به خشونت حکومتی بر ضد معترضان اعتراضی نکردند.

### برگزاری رفراندوم
میرحسین موسوی در تیر ۱۴۰۴ در بیانیهٔ خود بار دیگر همانند ۱۴۰۱ در میانه اعتراضات خواستار برگزاری رفراندوم برای تأسیس مجلس مؤسسان قانون اساسی شد. وی گفت: «اگر سال ۵۷ مردم حق داشتند که نظام شاهنشاهی را تغییر دهند و نظام جدیدی را تأسیس بکنند، امروز همان حق تعیین سرنوشت که غیرقابل لغو و مستمر است به آن‌ها اجازه می‌دهد که نظام جدیدی را درخواست بکنند... رفراندومی صورت بگیرد که مردم بگویند این نظام را می‌خواهند یا خواستار نظام دیگری هستند. اگر نظام دیگری می‌خواهند، باید مجلس مؤسسان شکل بگیرد.»

## رسانه‌ها
- آرمان امروز
- آرمان ملی (روزنامه چاپ تهران)
- آزاد (روزنامه)
- آسمان (روزنامه)
- آفتاب یزد
- آینده نو
- ابتکار (روزنامه)
- اعتماد (روزنامه)
- اعتماد ملی (روزنامه)
- انتخاب (روزنامه)
- اندیشه نو (روزنامه)
- ایران فردا
- بهار (روزنامه)
- توس (روزنامه)
- توسعه ایرانی
- جامعه (روزنامه)
- جمهوریت (روزنامه چاپ تهران)
- جهان اسلام (روزنامه)
- حیات نو
- خرداد (روزنامه)
- خیام‌نامه
- روزان (روزنامه)
- روزگار (روزنامه)
- روژهه‌لات (مجله)
- زن (روزنامه)
- سازندگی
- سلام (روزنامه)
- شرق (روزنامه)
- شهروند (روزنامه)
- صبح امروز
- صدای عدالت
- عصر آزادگان
- قانون (روزنامه چاپ تهران)
- کارگزاران (روزنامه)
- کلمه سبز
- گلستان ایران
- مردم امروز
- مردم‌سالاری (روزنامه)
- مغرب (روزنامه)
- نشاط (روزنامه)
- نوروز (روزنامه)
- نوسازی (روزنامه)
- نوید اصفهان
- همبستگی (روزنامه)
- هم‌میهن
- یاس نو

## تشکل‌های عمده اصلاح‌طلبان
- مجمع روحانیون مبارز
- انجمن اسلامی مدرسین دانشگاه‌ها
- حزب اسلامی کار
- مجمع نیروهای خط امام
- حزب کارگزاران سازندگی ایران
- مجمع مدرسین و محققین حوزه علمیه قم
- حزب مردم‌سالاری
- حزب همبستگی دانش‌آموختگان ایران
- خانه کارگر
- حزب اراده ملت ایران
- حزب اعتماد ملی
- حزب اتحاد ملت ایران اسلامی
- حزب ندای ایرانیان
- مجمع دانش‌آموختگان ایران اسلامی
- سازمان عدالت و آزادی ایران اسلامی
- حزب جمهوریت ایران اسلامی

### بنیادها
- بنیاد باران
- بنیاد امید ایرانیان

## عملکرد انتخاباتی
ریاست‌جمهوری
| سال       | ائتلاف                           | سیاست                                         | نتیجه              |
| --------- | -------------------------------- | --------------------------------------------- | ------------------ |
| ۱۳۸۰      | شورای هماهنگی جبهه دوم خرداد     | حمایت از سید محمد خاتمی                       | پیروزی             |
| ۱۳۸۰      | شورای هماهنگی گروه‌های خط امام    | حمایت از سید محمد خاتمی                       | پیروزی             |
| ۱۳۸۰      | جبهه اصلاح‌طلبان                  | حمایت از سید محمد خاتمی                       | پیروزی             |
| ۱۳۸۴خرداد | شورای هماهنگی جبهه اصلاحات       | اختلاف در معرفی معین، کروبی یا هاشمی رفسنجانی | —                  |
| ۱۳۸۴خرداد | جبهه اصلاح‌طلبان پیشرو            | حمایت از مصطفی معین                           | شکست               |
| ۱۳۸۴خرداد | جبهه دموکراسی‌خواهی و حقوق بشر    | حمایت از مصطفی معین                           | شکست               |
| ۱۳۸۴خرداد | ائتلاف اصلاح‌طلبان ایران اسلامی   | حمایت از اکبر هاشمی رفسنجانی                  | راهیابی به دور دوم |
| ۱۳۸۴خرداد | جبهه تحکیم دموکراسی              | حمایت از مصطفی کواکبیان                       | رد صلاحیت          |
| ۱۳۸۴تیر   | شورای هماهنگی جبهه اصلاحات       | رأی‌دهی تاکتیکی به اکبر هاشمی رفسنجانی         | شکست               |
| ۱۳۸۴تیر   | جبهه اصلاح‌طلبان پیشرو            | رأی‌دهی تاکتیکی به اکبر هاشمی رفسنجانی         | شکست               |
| ۱۳۸۴تیر   | جبهه دموکراسی‌خواهی و حقوق بشر    | رأی‌دهی تاکتیکی به اکبر هاشمی رفسنجانی         | شکست               |
| ۱۳۸۴تیر   | ائتلاف اصلاح‌طلبان ایران اسلامی   | حمایت از اکبر هاشمی رفسنجانی                  | شکست               |
| ۱۳۸۴تیر   | جبهه تحکیم دموکراسی              | حمایت از اکبر هاشمی رفسنجانی                  | شکست               |
| ۱۳۸۸      | شورای هماهنگی جبهه اصلاحات       | حمایت از میرحسین موسوی                        | شکست               |
| ۱۳۸۸      | جبهه تحکیم دموکراسی              | حمایت از میرحسین موسوی                        | شکست               |
| ۱۳۹۲      | شورای هماهنگی جبهه اصلاحات       | حمایت از اکبر هاشمی رفسنجانی ← حسن روحانی     | پیروزی             |
| ۱۳۹۲      | جبهه مردمی اصلاحات               | حمایت از اکبر هاشمی رفسنجانی ← حسن روحانی     | پیروزی             |
| ۱۳۹۲      | جبهه اصلاح‌طلبان                  | حمایت از مصطفی کواکبیان ← حسن روحانی          | پیروزی             |
| ۱۳۹۶      | شورای عالی سیاست‌گذاری اصلاح‌طلبان | حمایت از حسن روحانی                           | پیروزی             |
| ۱۴۰۰      | جبهه اصلاحات ایران               | اعلام موضع سکوت                               | —                  |
| ۱۴۰۰      | ائتلاف جمهور                     | حمایت از عبدالناصر همتی                       | شکست               |
| ۱۴۰۳      | جبهه اصلاحات ایران               | حمایت از مسعود پزشکیان                        | پیروزی             |

مجلس
| سال       | ائتلاف (های) حاضر در انتخابات          | کرسی‌ها    | -/+       | وضعیت در مجلس                                         |
| --------- | -------------------------------------- | --------- | --------- | ----------------------------------------------------- |
| ۱۳۷۹–۱۳۷۸ | جبهه دوم خرداد                         | ۱۸۴       | جدید      | اکثریت                                                |
| ۱۳۸۳–۱۳۸۲ | ائتلاف برای ایران                      | ۴۷        | ۱۳۷       | اقلیت                                                 |
| ۱۳۸۷–۱۳۸۶ | ائتلاف اصلاح‌طلبان ائتلاف مردمی اصلاحات | ۵۸        | ۱۱        | اقلیت                                                 |
| ۱۳۹۱–۱۳۹۰ | جبهه اصلاح‌طلبان جبهه مردمی اصلاحات     | ۲۰        | ۳۸        | اقلیت                                                 |
| ۱۳۹۵–۱۳۹۴ | ائتلاف فراگیر اصلاح‌طلبان               | ۱۲۳       | ۱۰۳       | مجلس معلق در اتحاد با جبهه تدبیر و توسعه ایران اسلامی |
| ۱۳۹۹–۱۳۹۸ | ائتلاف برای ایران                      | ۳۸        | ۸۵        | اقلیت                                                 |
| ۱۴۰۳–۱۴۰۲ | عدم رقابت                              | عدم رقابت | عدم رقابت | —                                                     |

## فراکسیون‌های پارلمانی
| ◎ | رهبر پارلمانی جناح اصلاح‌طلبان |
|   | فراکسیون حائز اکثریت در مجلس  |

فراکسیون‌های جبهه‌ای
| دوره | سال‌ها     | فراکسیون(ها)               |
| ---- | --------- | -------------------------- |
| ۶    | ۱۳۸۳–۱۳۷۹ | دوم خردادرئیس: محتشمی‌پور ◎ |
| ۷    | ۱۳۸۷–۱۳۸۳ | خط امامرئیس: تابش ◎        |
| ۸    | ۱۳۹۱–۱۳۸۷ | خط امامرئیس: هاشمیان ◎     |
| ۹    | ۱۳۹۵–۱۳۹۱ | —                          |
| ۱۰   | ۱۳۹۹–۱۳۹۵ | امیدرئیس: عارف ◎           |
| ۱۱   | ۱۴۰۳–۱۳۹۹ | —                          |
| ۱۲   | ۱۴۰۷–۱۴۰۳ | —                          |

فراکسیون‌های حزبی
| دوره | سال‌ها     | حزب(ها)                    | حزب(ها)              | حزب(ها)                      | حزب(ها)                          | حزب(ها)                   | حزب(ها)                      | حزب(ها)              |   |
| ---- | --------- | -------------------------- | -------------------- | ---------------------------- | -------------------------------- | ------------------------- | ---------------------------- | -------------------- | - |
| ۶    | ۱۳۸۳–۱۳۷۹ | روحانیون مبارزرئیس: انصاری | مشارکترئیس: نعیمی‌پور | همبستگیرئیس: قندهاری ← حضرتی | کارگزارانرئیس: مرعشی ← علی هاشمی | اسلامی کاررئیس: سرحدی‌زاده | نیروهای خط امامرئیس: غریبانی | خط امامرئیس: سلیمانی |   |
| ۷    | ۱۳۸۵–۱۳۸۳ | —                          | —                    | —                            | —                                | —                         | —                            | —                    |   |
| ۷    | ۱۳۸۷–۱۳۸۵ | اعتماد ملیرئیس: قمی        | —                    | —                            | —                                | —                         | —                            | —                    |   |
| ۸    | ۱۳۹۱–۱۳۸۷ | اعتماد ملیرئیس: خباز       | —                    | —                            | —                                | —                         | —                            | —                    |   |
| ۹    | ۱۳۹۵–۱۳۹۱ | —                          | —                    | —                            | —                                | —                         | —                            | —                    |   |
| ۱۰   | ۱۳۹۹–۱۳۹۵ | مردم‌سالاریرئیس: کواکبیان   | —                    | —                            | —                                | —                         | —                            | —                    |   |
| ۱۱   | ۱۴۰۳–۱۳۹۹ | —                          | —                    | —                            | —                                | —                         | —                            | —                    |   |
| ۱۲   | ۱۴۰۷–۱۴۰۳ | —                          | —                    | —                            | —                                | —                         | —                            | —                    | — |